# Tetragnatha argentinensis
Tetragnatha argentinensis este o specie de păianjeni din genul Tetragnatha, familia Tetragnathidae, descrisă de Mello-leitão, 1931. Conform Catalogue of Life specia Tetragnatha argentinensis nu are subspecii cunoscute.